# Schistidium pseudorivulare
Schistidium pseudorivulare là một loài Rêu trong họ Grimmiaceae. Loài này được (Kindb.) Ochyra mô tả khoa học đầu tiên năm 1998.